# Hijacking
A hijacking jelentése valamilyen jármű kényszerített eltérítése vagy anyagi, vagy politikai előnyök elérése céljából.
A hijacking kiterjesztett (általánosított) jelentése bármilyen bűncselekmény, ami a jármű értelméhez társítva minden (anyagi haszonért, jótétből vagy csak szórakozásból folytatott) egyéni vállalkozást, annak irányítását tulajdonosától elrabolva, saját (anyagi vagy egyéb) érdekei hasznára tereli.
Így ez a kiterjesztett jelentés használatos például egy gyűlés vagy konferencia eredeti céljainak elirányítására, vagy elterelésére is, hozzászólók vagy csoportjuk saját érdekeinek szolgálatára.
Az általánosított jelentésnek jó példája a számítógép internetes használatára vonatkozó böngészőeltérítés.

## Egyéb jelentések
A jelentés egyéb speciális vonatkozásai (a számítógépes, illetve internetes vonatkozást beleértve):
- en:Bluejacking = engedély nélküli adatátvitel a Bluetooth alkalmazásával
- en:Carjacking = személykocsi úti elrablása
- en:Credit card hijacking = hitelkártya elrablása
- en:DNS hijacking = internetes tartománynév elrablása, ami az internetes (üzleti) forgalmat egy csaló címére irányítja
- en:Domain hijacking = internettartomány elrablása
- en:HijackThis (HJT) = egy freeware- vagy spyware-elemelő szerszám, amit Microsoft Windows használ
- en:Homepage hijacking = internetes honlap elrablása
- en:IP hijacking = internetprotokoll elrablása
- en:LoJack = ellopott kocsi keresőrendszere
- en:Page hijacking = keresőmotor-index átirányítása
- en:Reverse domain hijacking = fordított doménhijacking
- en:Session hijacking = számítógépes internetkapcsolat ellopása HTTP-sütik megszerzésével

## Fordítás
- Ez a szócikk részben vagy egészben  a   Hijacking című angol Wikipédia-szócikk fordításán alapul.  Az eredeti cikk szerkesztőit annak laptörténete sorolja fel. Ez a jelzés csupán a megfogalmazás eredetét és a szerzői jogokat jelzi, nem szolgál a cikkben szereplő információk forrásmegjelöléseként.